# Thelema
Thelema es una filosofía de vida basada en las máximas «haz tu voluntad: será toda la ley», y «amor es la ley, amor bajo voluntad». El ideal de «haz tu voluntad» y su asociación con la palabra thelema tiene su antecedente en François Rabelais (1494-1553), pero fue más desarrollada y popularizada por Aleister Crowley (1875-1947), quien fundó una religión llamada thelema, basada en este ideal. La palabra misma es la transliteración al inglés del sustantivo en idioma griego koiné θέλημα (/zélema/): ‘voluntad’, que proviene del verbo θέλω (/zelo/): querer, desear, propósito. Algunos escritos del cristianismo primitivo usan esta palabra para referirse a la voluntad de Yahvé y la voluntad humana.
En el siglo XVI, François Rabelais usó thélème ―la forma francesa de la palabra― como el nombre de una abadía ficticia en su famoso libro Gargantúa y Pantagruel.
La única regla de esta abadía era «fay çe que vouldras» (en francés moderno: «fais ce que tu voudras» o ‘haz aquello que deseas’). Esta regla fue reavivada y usada en el mundo real a mediados del siglo XVIII por sir Francis Dashwood, quien la inscribió en la puerta de su abadía en Medmenham, donde sirvió como lema del Club del Fuego Infernal.
La misma regla fue usada en 1904 por Aleister Crowley en El libro de la ley. Este libro contiene tanto la frase «haz tu voluntad» como la palabra thelema, en griego, la cual Crowley tomó para el sistema filosófico, místico y religioso que subsecuentemente desarrolló. Este sistema incluye ideas del ocultismo, yoga, y misticismo tanto oriental como occidental (especialmente la cábala).
Shri Gurudev Mahendranath, hablando sobre suechachara ―el equivalente sánscrito de la frase «haz tu voluntad», escribió que «Rabelais, Dashwood y Crowley deben compartir el honor de perpetuar lo que ha sido tan elevado ideal en gran parte de Asia».
Según afirma Crowley en uno de sus libros principales, el comportamiento humano debe regirse por la siguiente máxima: «Haz tu voluntad será toda la ley» (Liber Al vel Legis, I:40), que a menudo se complementa con otra afirmación: «Amor es la ley, amor bajo la voluntad» (Liber Al Vel Legis, 57). Los seguidores de thelema (que reciben el nombre de telemitas) utilizan estas frases como eje central de su filosofía vital y su práctica esotérica.

## Antecedentes históricos
La palabra θέλημα (thelema, /zélema/, con la «z española») aparece en el Nuevo Testamento en referencia a la voluntad humana y a la divina. Un ejemplo bien conocido es la oración del Padre nuestro: «Venga a nosotros tu reino, hágase tu voluntad [θέλημα] en la Tierra como en el Cielo» (Evangelio de Mateo, 6:10). Otras citas de la Biblia son:

Y alejándose de nuevo, por segunda vez oró así: «Padre mío, si esta copa no puede pasar sin que yo la beba, hágase tu voluntad [θέλημα]
Evangelio de Mateo, 26:42

Pero a todos los que lo recibieron les dio poder de venir a ser hijos de Dios, a los que creen en su nombre; 13. la cual no nació de sangre, ni de deseo [θέλημα] de hombre, sino que nació de Dios.
Evangelio de Juan, 1:12

Y no os acomodéis al mundo presente, antes bien transformaos mediante la renovación de vuestra mente, de forma que podáis distinguir cuál es la voluntad (θέλημα) de Dios: lo bueno, lo agradable, lo perfecto.
Epístola a los romanos, 12:2

Señor, digno eres de recibir gloria y honra y virtud: porque tú creaste todas las cosas, y por tu voluntad [θέλημα] tienen ser y fueron creadas.
Apocalipsis, 4:11

En el siglo V, san Agustín de Hipona escribió «Dilige et quod vis fac» (‘Ama, y haz lo que quieras’) en su sermón sobre el texto 1:7-8 del Evangelio de Juan.
En el Renacimiento, un personaje llamado Thelemia representa la voluntad o el deseo en la obra Hypnerotomachia Poliphili del fraile dominico Francesco Colonna. La obra de Colonna fue, a su vez, una gran influencia en el fraile franciscano François Rabelais, cuya obra Gargantúa y Pantagruel incluye una ficticia abadía de Thélème.

### Thélème de Rabelais

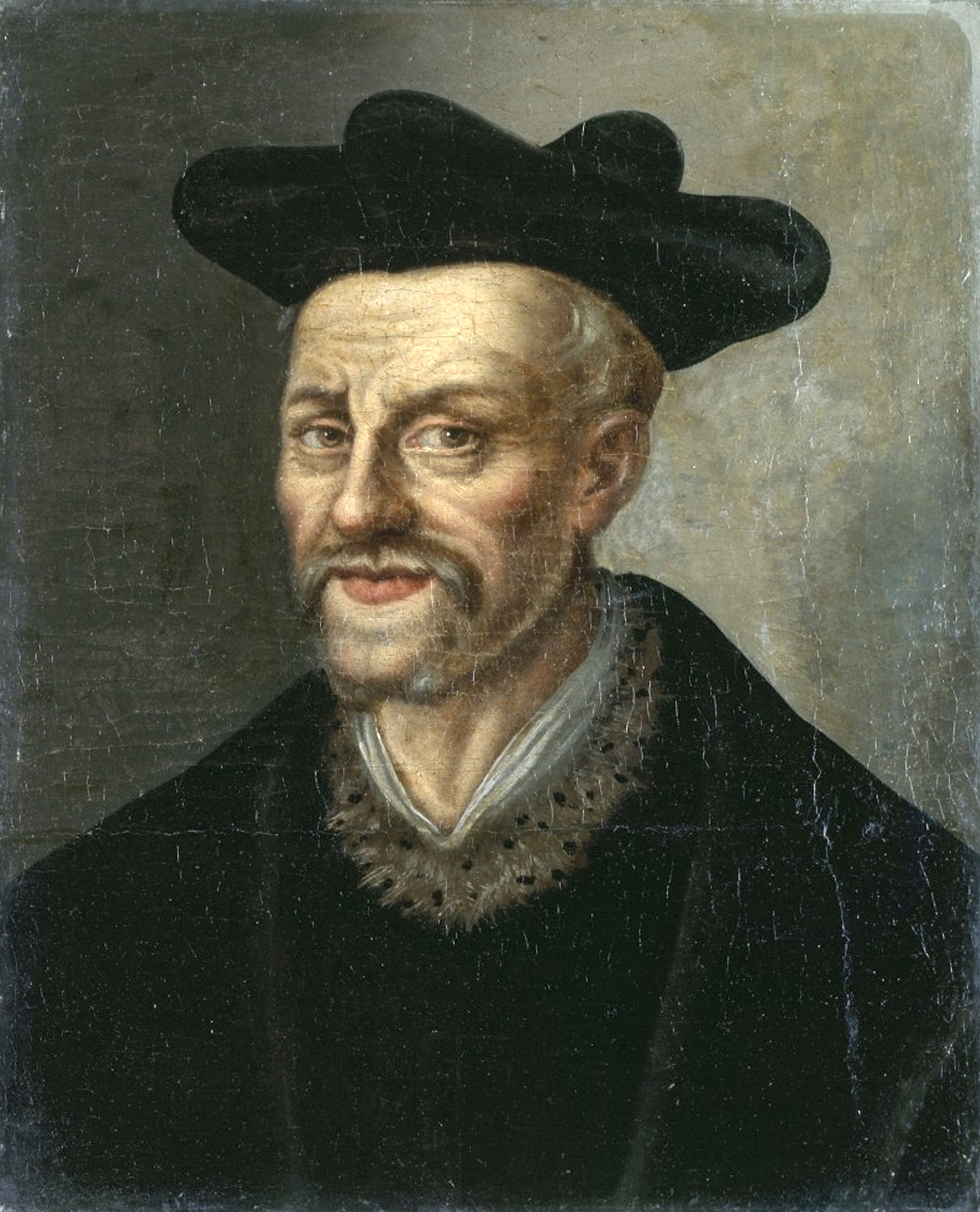
François Rabelais.

François Rabelais era un fraile franciscano y más tarde benedictino del siglo XVI. En algún momento abandonó el monasterio para estudiar medicina en Lyon en 1532. Fue ahí donde escribió Gargantúa y Pantagruel, una serie conectada de libros, que cuentan la historia de dos gigantes ―el padre (Gargantúa) y su hijo (Pantagruel) y sus aventuras― escrito de un modo extravagante y satírico.
Es en el primer libro (capítulos 52-57) donde Rabelais escribe sobre la abadía de Thélème, construida por el gigante Gargantúa. Se burla de las instituciones monásticas, ya que su abadía tiene una alberca, servicio de mucamas y ningún reloj a la vista.
Uno de los versos de la inscripción en la entrada de Thélème dice:

Gracia, honor, loas, delicia.

aquí se encuentran día y noche.

Sanos cuerpos presentados

con una buena mente

persiguen aquí con entereza

gracia, honor, loas, delicias.

Pero debajo del humor había un concepto muy real de utopía y sociedad ideal.
Rabelais da una descripción sobre cómo vivían los telemitas de la abadía, y qué reglas acataban:

Sus vidas iban pasando no en leyes, estatutos, o reglas, sino de acuerdo con su propio libre albedrío y placer. Ellos se levantaban de sus camas cuando juzgaban conveniente; ellos en efecto comían, bebían, trabajaban, dormían, cuando lo desearan y estuviesen dispuestos a ello. Nadie les despertaba, ninguno se ofrecía a limitarlos en su comida, bebida, ni en ninguna otra cosa; pues así lo había establecido Gargantúa. En todo su dominio y estrictas formas de su orden había tan solo una cláusula a ser observada: haz tu voluntad.
Porque los hombres que son libres, bien nacidos, bien educados y rodeados de buenas compañías, tienen ese instinto natural y esa espontaneidad ―que les compelen a las virtuosas acciones y los aleja del vicio― que se llama honor. Esos mismos hombres, cuando por mero estancamiento y coacción son oprimidos, se alejan de esa disposición noble por la cual se encontraban inclinados a la virtud, para romper esas cadenas de servidumbre que tan tiránicamente les esclavizaban; pues le es cercano a la naturaleza del hombre el anhelar cosas prohibidas y el desear lo que le es negado.

Muchos académicos piensan que el autor francés escribió desde una perspectiva específicamente cristiana mientras apuntando hacia desacuerdos con la Iglesia.
Alexander Pocetto, de la Universidad Allentown de St. Francis de Sales, argumenta que Martín Lutero influenció a Rabelais. Él traza muchos paralelismos entre Rabelais y Francis de Sales.
M. A. Screech enfatizó las opiniones ortodoxas del escritor satírico.
Otra fuente tiene a Rabelais burlándose de Lutero y de la Iglesia desde una perspectiva reformista:

La informalidad de las «masas» de Rabelais muestra que está de acuerdo con Erasmo de Rotterdam, quien denunció el ritual formalizado de la Iglesia romana como «judaico». La mayoría de los humanistas y reformadores despreciaron la celebración fija y repleta de convencionalismos de la Última Cena, llamándola idolatría. Las masas de Rabelais por lo tanto, muestran a los compañeros de Pantagruel en comunión entre ellos, compartiendo el «pan» y el «vino». […] Entre reformadores radicales y conservadores extremos en la Iglesia, la moderación está en peligro de ser aplastada, y sin embargo Pantagruel mantendrá sus ideales independientemente del riesgo.

Erich Auerbach en 1946 rechazó todo esto, escribiendo que lo revolucionario sobre la manera de pensar de Rabelais

no es la oposición al cristianismo, sino la libertad de visión, sentimiento y pensamiento que produce su continuo jugar con las cosas, y que invita al lector a enfrentar directamente con el mundo y la riqueza fenoménica. En un punto, con toda seguridad, Rabelais toma posición, y es una oposición básicamente anti-cristiana; para él, el hombre que sigue su naturaleza es bueno, y la vida natural, sea de hombres o cosas, es buena…

### Francis Dashwood y el Club del Fuego Infernal
Sir Francis Dashwood adoptó algunas ideas de Rabelais e invocó la misma regla en Francia cuando fundó un grupo llamado Monjes de Medmenham (conocido como el Club del Fuego Infernal).
Una abadía fue establecida en Medmenham, descrita en la Enciclopedia británica (de 1911) como sigue:

En Medmenham, en el Támesis sobre Marlow, hay fragmentos, incorporados a una residencia, de una abadía cirstense fundada en 1201; que se destacó en la mitad del siglo XVIII como el lugar de encuentro de un club de convivio llamado los Franciscanos por su fundador, Sir Francis Dashwood, después Lord le Despencer (1708-1781), y también conocido como el Hell-Fire Club, entre cuyos miembros políticos notorios destacan John Wilkes, Bubb Dodington y otros. El lema del club, fay Ce que voudras (Haz tu voluntad), inscrito en una puerta de la abadía, fue tomada de la descripción de Rabelais de la abadía de Thelema en su obra Gargantúa y Pantagruel.

Tenemos poca evidencia directa de lo que el Club del Fuego Infernal de Dashwood hacía o creía.
El único testimonio directo proviene de John Wilkes, un miembro que nunca fue admitido en el círculo interior.
Él describe sus orígenes de la siguiente manera:

Un conjunto de honorables, alegres compañeros, felices discípulos de Venus y Baco, se reunían ocasionalmente a celebrar a las mujeres y el vino y para dar más vitalidad a los festivos encuentros, se sumergieron en cada lujosa idea de los antiguos y enriquecieron sus propios placeres modernos con la tradición del lujo clásico.

El grupo derivó más de Rabelais que la inscripción sobre la puerta, según la opinión del teniente coronel Towers, quien escribió «Mi interpretación de las cavernas permanece como he dicho, que ellas eran usadas como templo oracular dionisíaco, basado en la interpretación de Daswood de capítulos relevantes de Rabelais».
Nathaniel William Wraxall en sus Memorias históricas (1815) acusó a los monjes de llevar a cabo rituales satánicos, pero estas acusaciones han sido desechadas como rumores.
Gerald Gardner y otros como Mike Howard dice que los monjes adoraban a «la Diosa». Daniel Willens argumenta que el grupo probablemente practicaba masonería, pero también sugiere que Dashwood pudo haber sostenido secretos sacramentos católicos. Se pregunta si Wilkes hubiera reconocido una misa católica genuina, incluso si la vio él mismo e incluso si la versión secreta hubiera seguido el modelo al pie de la letra.
La Gran Logia canadiense de Columbia Británica y Yukon minimiza la conexión con la francmasonería.

## Las obras de Aleister Crowley
Aleister Crowley (1875-1947) era un ocultista inglés, escritor y provocador social. Rabelais era uno de los héroes de Crowley y sus libros Gargantúa y Pantagruel pudieron haber dado a Crowley parte de su base filosófica para la Ley de Thelema, en particular la frase «Haz tu voluntad».
En The Antecedents of Thelema, Crowley se refirió a Rabelais como «nuestro maestro», y Rabelais también fue incluido entre los Santos de la Ecclesia Gnostica Catholica junto con Virgilio, Cayo Valerio Catulo, William Blake, Rey Arturo, Carlomagno y Swinburne.
En 1904, Crowley afirmó haber recibido Liber AL vel Legis, de una entidad llamada Aiwass, que iba a servir como la fundación del sistema religioso y filosófico llamado Thelema.
Crowley resumió su Ley de Thelema en estos versículos del Libro:
- «Hacer tu voluntad será el todo de la ley»[42]
- «Amor es la ley, amor bajo voluntad»[43]
- «No hay más ley más allá de hacer tu voluntad»[44]

Shri Gurudev Mahendranath y otros han escrito que Crowley revivió la Ley Thelémica de Rabelais.
Aleister Crowley escribió en The Antecedents of Thelema (1926) que Rabelais «formuló en esencia la Ley de Thelema, muy semejante a como es entendida por el Master Therion en persona», e incluso que «la obra maestra de Rabelais contiene en singular perfección un pronóstico exacto del Libro que sería revelado por Aiwass a Ankh-f-n-khonsu 370 años después».
Pero el biógrafo de Crowley, Lawrence Sutin discrepa, escribiendo que en su opinión,

Haciendo a un lado las cuestiones de profecías, Rabelais no fue precursor de Thelema. Jovial y asistemáticamente, Rabelais mezcló en su heterodoxo credo elementos del dominio de sí mismo de los estoicos y la espontánea fe y bondad cristianas.

### El Libro de la Ley
El sistema de Thelema de Crowley comienza con El libro de la ley, cuyo nombre oficial es Liber AL vel Legis. Fue escrito en El Cairo (Egipto) durante su luna de miel con su nueva esposa Rose Crowley. Este pequeño libro contiene tres capítulos; cada uno lo escribió en una hora, comenzando al mediodía, los días 8 de abril, 9 de abril y 10 de abril de 1904. Crowley afirmó que tomó dictado de una entidad llamada Aiwass, a quien más tarde identificó como su Santo Ángel Guardián.
Crowley escribió muchos comentarios al El libro de la ley, el último lo escribió en 1925. Esta breve declaración llamada simplemente "El comentario" advierte contra el estudio del Libro y la discusión de su contenido, y afirma que toda “cuestión de la Ley debe decidirse únicamente recurriendo a mis escritos" y está firmado por Anj ef Jonsu.
Los únicos escritos conocidos de Anj ef Jonsu aparecen en la Estela de la Revelación.

### Voluntad Verdadera
De acuerdo con Crowley, cada individuo tiene una “Voluntad Verdadera”, que debe distinguirse de los deseos y caprichos ordinarios del ego. La Voluntad Verdadera es esencialmente el “llamado” o “propósito” en la vida. El concepto de Crowley asume que esto incluye el objetivo de alcanzar la realización plena por esfuerzos propios y con la ayuda de ciertas personificaciones (avatares) de, las más de las veces, dioses egipcios, pero sin la ayuda del concepto judeocristiano de Dios o alguna otra autoridad divina. Crowley creía que para descubrir la Verdadera Voluntad, uno debe liberar deseos de la mente subconsciente del control de la mente consciente, especialmente las restricciones dadas a las expresiones sexuales, que él asoció con el poder de la creación divina. Él enseñó que la Verdadera Voluntad de cada individuo está identificada con el Santo Ángel Guardián, un daimon único a cada individuo.

### Escepticismo
Crowley enseñó a examinar de manera escéptica todos los resultados obtenidos mediante la meditación o la magia, al menos por el estudiante. Unió esto a la necesidad de mantener un registro mágico que trata de enlistar todas las condiciones del evento. En Liber ABA (Magick, Book 4) Parte 1 (escrito entre 1912 y 1913), Crowley hace este comentario optimista mientras delineaba similitudes entre varios maestros religiosos:

Tan diversos como puedan parecer estas afirmaciones a primera vista, todos concuerdan en anunciar una experiencia de la clase que hace cincuenta años se hubiera llamado sobrenatural, hoy se llamaría espiritual, y dentro de cincuenta años tendrá un nombre apropiado de basado en el entendimiento del fenómeno ocurrido.

### Cosmología
La Thelema de Crowley deriva sus dioses y diosas principales de la mitología egipcia. La más alta deidad en la cosmología de Thelema es la diosa Nuit. Ella es el cielo nocturno arqueada sobre la Tierra simbolizada en la forma de una mujer desnuda. Ella es concebida como la Gran Madre, la fuente última de todas las cosas.
La segunda deidad principal de Thelema es el dios Hadit, concebido como el infinitamente pequeño complemento y consorte de Nuit. Hadit simboliza lo manifiesto, el movimiento y el tiempo.
Él también es descrito en Liber AL vel Legis como "la llama que arde en el corazón de cada Hombre, y en el núcleo de cada estrella."
La tercera deidad en la cosmología de Thelema es Ra-Hoor-Khuit, una manifestación de Horus. Él es simbolizado como el hombre entronizado con la cabeza de halcón que lleva una vara. Es asociado con el Sol y con las energías activas de la magia thelémica.
Otras deidades dentro de la cosmología de Thelema son:
- Hoor-paar-kraat (o Harpócrates), dios del silencio y la fuerza interior, el hermano gemelo de Ra-Hoor-Khuit.[53]
- Babalon, la diosa de todo placer, conocida como la ramera virgen.[53]
- Therion, la bestia sobre la que monta Babalon, quien representa el animal salvaje dentro del hombre, una fuerza de la naturaleza.[53]

### Magia
La “magia (k)” de Thelema es un sistema de disciplina para entrenamiento físico, mental y espiritual.
Crowley definió magia (k) como “la Ciencia y Arte de causar cambios en conformidad con la Voluntad”
Él recomendó la magia (k) como el medio para descubrir la Voluntad Verdadera y escribió sobre lo que la Ley de Thelema dice acerca de, por ejemplo, trabajar con el plano astral.
Crowley describió el proceso general en “Magia (k), Libro 4”:

Uno debe encontrar por sí mismo, y estar seguros más allá de la duda, “quién” se es, “qué” se es, “por qué” uno es así… Siendo por lo tanto consciente del curso apropiado a seguir, lo siguiente es determinar las condiciones necesarias para seguirlo. Luego de eso, uno debe eliminar de sí mismo todo elemento ajeno u hostil al éxito, y desarrollar aquellas partes de uno mismo que son especialmente necesitadas para controlar las ya mencionadas condiciones.

#### Prácticas y observancias
La práctica de magia (k) en Thelema es un asunto individual. Generalmente, las prácticas se diseñan para asistir en encontrar y manifestar la Voluntad Verdadera, aunque algunos también incluyen aspectos festivos.
Crowley integró prácticas orientales con prácticas mágicas occidentales de la Orden Hermética del Alba Dorada
Recomendó un gran número de prácticas a sus seguidores, incluyendo el yoga básico (ásana y pranayama); el Ritual menor del pentagrama, para el destierro y la invocación (Golden Dawn); el Liber Samekh, un ritual para la invocación del Santo Ángel Guardián; el Liber Resh, que consiste en cuatro adoraciones diarias al sol; el de mantener un diario mágico y el de la magia sexual en varias formas, incluyendo prácticas masturbadoras, heterosexuales y homosexuales.

### Ética
Thelema es una filosofía individualista y no tiene conceptos éticos en el sentido usual.
Crowley escribió en "New Comment" to Liber AL vel Legis (II,28) que:

No hay un estándar de lo que es correcto. La ética es sofistería. Cada estrella debe seguir su propia órbita. Al infierno con los “principios morales”; no hay tal cosa.

Liber AL vel Legis sí deja en claro ciertas normas de conducta. La más importante de ellas es “hacer tu voluntad” que es presentada como “el todo” de la Ley, sin ninguna ley más allá de ella.
Crowley escribió una gran cantidad de documentos adicionales presentando su opinión personal sobre la conducta de los individuos a la luz de la Ley de Thelema, por ejemplo: Liber Oz, Deber, y Liber II.

#### Liber Oz
Liber Oz enumera algunos de los derechos del individuo implícitos en el derecho superior de «hacer tu voluntad».
Para cada persona, estos incluyen el derecho a: vivir bajo su propia ley, vivir del modo que sea su voluntad, trabajar, jugar y descansar como sea la voluntad de cada quien, morir cuándo y cómo sea su voluntad; comer y beber lo que sea su voluntad; vivir donde sea su voluntad; moverse por el mundo según su voluntad; pensar, decir, escribir, pintar, moldear, construir y vestir según su voluntad; amar cuándo, dónde y con quien sea según su voluntad; y matar a aquellos que anularían esos derechos.

#### Deber
Deber es descrito como «un apunte en las máximas reglas de conducta práctica a ser observadas por aquellos que aceptan la Ley de Thelema».
No es un Liber numerado como están todos los documentos que Crowley escribió para la A.·.A.·., sino que fue enlistado como un documento específicamente para la Ordo Templi Orientis.
Se encuentra dividido en cuatro secciones:
- A. Tu deber contigo mismo: describe al yo como centro del universo, con un llamado para aprender sobre la naturaleza íntima de uno mismo. Aboga por desarrollar todas las facultades de manera equilibrada, establecer la autonomía de sí mismos, y dedicarse al servicio de la Voluntad Verdadera.
- B. Tu deber con otros: llama a eliminar la ilusión de separación entre uno mismo y todos los demás, a pelear cuando sea necesario, a evitar interferir con las Voluntades de otros, a iluminar a otros cuando sea necesario y adorar la naturaleza divina de todos los demás seres.
- C. Tu deber con la humanidad: llama a que la ley de Thelema sea la única regla de conducta. Que las leyes de cada lugar deberían tener el objetivo de asegurar la mayor libertad para todos los individuos. El crimen es descrito como siendo una violación de la voluntad verdadera de uno mismo.
- D. Tu deber con los demás seres y cosas: aboga por la aplicación de la ley de Thelema a todos los problemas y afirma que «es una violación de la ley de Thelema el abusar de las cualidades naturales de cualquier animal u objeto al impedir sus funciones propias» y «la ley de Thelema ha de ser aplicada implacablemente para decidir cualquier cuestión de conducta».

#### Liber II
En Liber II: El mensaje del Maestro Therion, la ley de Thelema es resumida de manera sucinta como «Haz según tu voluntad: después no hagas nada más».
El autor también describe el ejercicio de la voluntad como una actividad infatigable sin apego al resultado, escribiendo: «La concepción es, por tanto, de eterno movimiento, infinito e inalterable. Es [nirvana] (budismo), solo que dinámico en vez de estático; y esto al final resulta siendo la misma cosa».

### La Abadía de Thelema
Crowley no se dedicó de inmediato a la tarea de construir la nueva orden hermética cuya creación le había sido encomendada, sino que durante algún tiempo siguió con sus actividades investigadoras en el ámbito de la magia, que a menudo incluía el uso de alucinógenos, y múltiples aventuras sexuales. No fue hasta 1920 cuando decidió establecer en las proximidades de Cefalú (Sicilia, Italia) la Abadía de Thelema, con la intención expresa de que fuese un lugar mágico de experimentación, principalmente en el ámbito de la magia sexual. Asumiendo una identidad falsa, alquiló una casa, la Villa Santa Bárbara, y las tierras colindantes. Con los discípulos que reuniese en ese lugar, formaría el núcleo inicial del Nuevo Eón que le había sido profetizado dieciséis años antes.
Durante aquellos años, Crowley mantenía una relación con Leah Hirsig, que era tanto su amante como su colaboradora principal en las artes mágicas. Tenían un hijo en común, Hansi, y aquel mismo año Hirsig dio a luz al segundo, una niña, lo que retrasó su llegada a Italia. Además, Hirsig había convencido a una joven viuda, Ninette Shumway, para que fuese ayudante e incluso amante de Crowley, aunque ella se reservaba el papel de «Mujer Escarlata».

Crowley y sus acompañantes femeninas restauraron la sala principal de la casa como Templo para sus prácticas mágicas, pintando sus paredes, puertas e incluso las persianas con grandes frescos, al parecer en imitación del pintor francés Paul Gauguin, a quien Crowley consideraba un precursor de Thelema.
Entre las paredes decoradas del Templo se realizaron la mayor parte de las experimentaciones de Crowley durante tres años, en las que se entregó a todo tipo de excesos con Lisa Hirsig y con su amante Ninette. Al parecer, entre las prácticas que se realizaron en la Abadía, además de ceremonias y encantamientos, hay que incluir numerosos actos de magia sexual (es decir, uso del sexo y del orgasmo como catalizadores de energías).
Diversas personas visitaron la Abadía entre 1920 y 1923, algunas de ellas con la intención de quedarse y ser discípulos de Crowley. La muerte de uno de ellos, Frederick Loveday, por beber agua contaminada de un charco, atrajo la atención de las autoridades italianas que expulsaron a Crowley de Sicilia.
La prensa sensacionalista británica realizó un gran escándalo apodando a Crowley como «el hombre más malvado del mundo».

## Thelema como base filosófica de órdenes y sociedades secretas
En 1912, el Gran Maestre de la Ordo Templi Orientis, Theodor Reuss, visitó a Crowley en su casa de Londres y le acusó de haber publicado el secreto contenido en el Soberano Santuario de la Gnosis de su organización secreta. La O.T.O. es una sociedad oculta fundada en Inglaterra a principios de siglo y que hasta entonces había pasado bastante inadvertida. El material que supuestamente había sido plagiado por Crowley eran rituales de magia sexual. Crowley consiguió convencer a Reuss de su ignorancia sobre el secreto de la O.T.O., lo que condujo a Reuss a creer que todo respondía a una milagrosa coincidencia y, acto seguido, procedió a iniciar a Crowley en la O.T.O. en su grado máximo, lo que equivalía en la práctica a convertirle en jefe de la sede inglesa de la organización. Crowley aceptó gustoso y asumió por su parte el nombre mágico de Bafomet para su trabajo en la Orden.
En lo sucesivo, y de forma especialmente significativa a partir de la muerte de Crowley, la O.T.O. se convirtió en la principal organización transmisora del pensamiento thelémico.
Otras organizaciones que han asumido la Ley de Thelema en mayor o menor medida son la Fraternitas Saturni y la Sociedad de Thelema (ambas con su sede central en Alemania), así como la Logia Horus-Maat (de la estadounidense Maggie Nema Ingalls), entre otras.